# Granolamia granulifera
Granolamia granulifera är en skalbaggsart som först beskrevs av Hermann Julius Kolbe 1893.  Granolamia granulifera ingår i släktet Granolamia och familjen långhorningar. Inga underarter finns listade i Catalogue of Life.